# Lombard Pápa Termál FC
Lombard Pápa Termál FC er en ungarsk fodboldklub hjemmehørende i Pápa. Klubben spiller i gule og sorte trøjer.
Klubben spiller i den 2. bedste ungarske fodboldrække, NB II.

## Tidligere spillere
- Andrew Ornoch